# Ндао, Шейк Алиу
Шейк Алиу Ндао (фр. Cheik Aliou Ndao), настоящее имя Сиди Ахмет Алиун (р. 3 августа 1933, Картиак, близ Биньоны, территория Сенегал, Французская Западная Африка) — сенегальский писатель, поэт, драматург, переводчик, преподаватель. В 1990-е гг. служил в министерстве культуры Сенегала. Жил в Великобритании, Франции, США (1970—1972).
Принадлежит к народу волоф. Среднее образование получил в Дакаре, затем уехал учиться в Европу, окончив там университет Гренобля во Франции и университет Суонси в Великобритании, специализируясь по английской филологии. По окончании обучения преподавал английский язык в Европе, став профессором английского языка в высшей нормальной школе Понти, в 1972 году перешёл в университет Де Пау в Гринкэстле, штат Индиана, США.
В печати дебютировал в 1964 году со сборником стихов Kairée, написанных на французском языке, за который получил премию для сенегальских франкоязычных поэтов. В Сенегале считается одним из родоначальников сенегальского исторического романа и драмы. Свои произведения всегда пишет на родном языке волоф и затем самостоятельно переводит на французский, активно выступая за сохранение всеми народами своих родных языков.
К числу самых известных его произведений относятся романы об истории Сенегала в XIX веке Buur Tillen и Mbaam Dictateur, а также написанная в 1967 году пьеса l’Exil d’Albouri, переведённая на многие языки мира и поставленная в целом ряде африканских и европейских театров. С марта 2004 года в Сенегале проходит литературный конкурс, названный в его честь.